# Zapateo tabasqueño

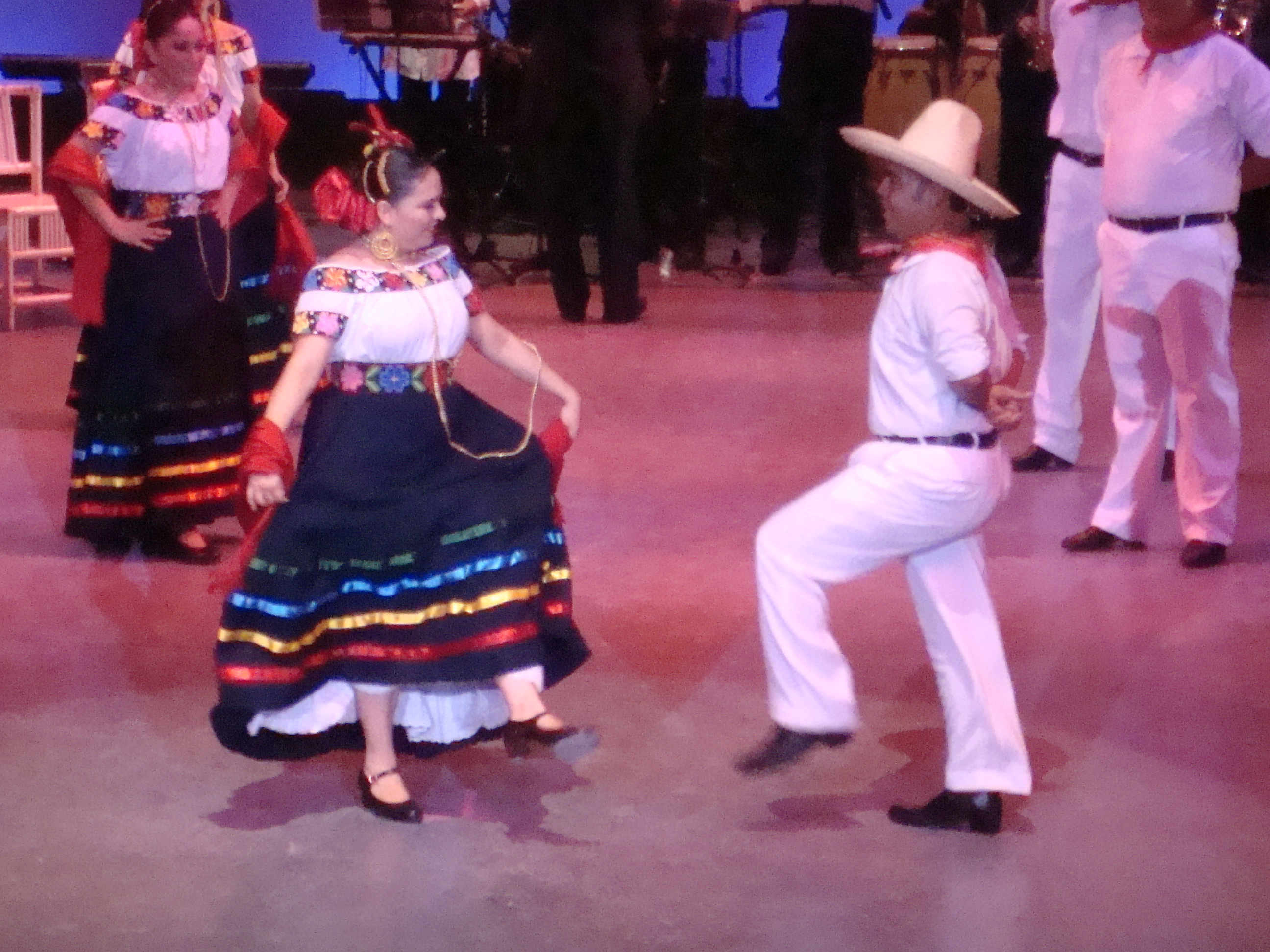
Clásica estampa del zapateo tabasqueño.

El Zapateo o también llamado zapateado es el baile por excelencia del estado mexicano de Tabasco, con un compás de "seis por ocho", parecido al Huapango de Veracruz y a la Jarana yucateca, sin embargo, se distingue de estos dos en el acompañamiento que lo hace muy singular, ya que puede bailarse al son de tamborileros. Esta música es esencialmente popular, pues se oye en los fandangos de las rancherías y los pueblos de Tabasco. En la época de Tomas Garrido Canabal, comenzó a difundirse y constituyó un atractivo en las ferias o exposiciones regionales tabasqueñas de la capital del estado.

## Orígenes
El zapateo, surgió desde el tiempo de la conquista, cuando un soldado de Hernán Cortés, de apellido Ortiz, tocaba "seguidillas andaluzas", de esta música española surgió el fandango, música mestiza que en Tabasco se nombró "fandanguillo" y que dio origen al "zapateo tabasqueño".
Los primeros zapateos se tocaban durante la época de la colonia, y eran interpretados por pequeñas orquestas, integradas por violín, guitarra y una jarana. Raíces Tabasco. «Interpretes de la música del zapateo tabasqueño a través del tiempo». Consultado el 9 de septiembre de 2011.</ref> Más tarde, se incluyeron redoblante, clarinete, pistón helicón y bombo; los conjuntos musicales de cuerda y cantores, reinaron hasta la segunda mitad del siglo XIX a lo largo y ancho del territorio tabasqueño, interpretando sones y zapateos.
Posteriormente, el poeta popular Manuel Burelo empezó a ponerle letra a la música del zapateo, y hacia 1860 se multiplicaron los tocadores de los instrumentos de aliento como las flautas y el clarinete, gracias a las escuelas que se fundaron en Comalcalco, Cunduacan y Huimanguillo. Hacía mitad del siglo XIX existían dos conjuntos musicales encargados de la interpretación del zapateo: el formado por cuerdas y el de cuerdas con instrumentos de aliento, ambos válidos y propios para la ejecución correcta del zapateo.
Más tarde, son las bandas de música, los tamborileros y las marimbas los que interpretan los primeros sones y zapateos como: el Toro, el Asistoy, la Tutupana el Tigre, la Caña Brava, etc. Éstos, con el transcurrir del tiempo, se han acumulado y en la actualidad son innumerables, ya que cada región y municipio han sido muy productivos en zapateos.

## Vestimenta

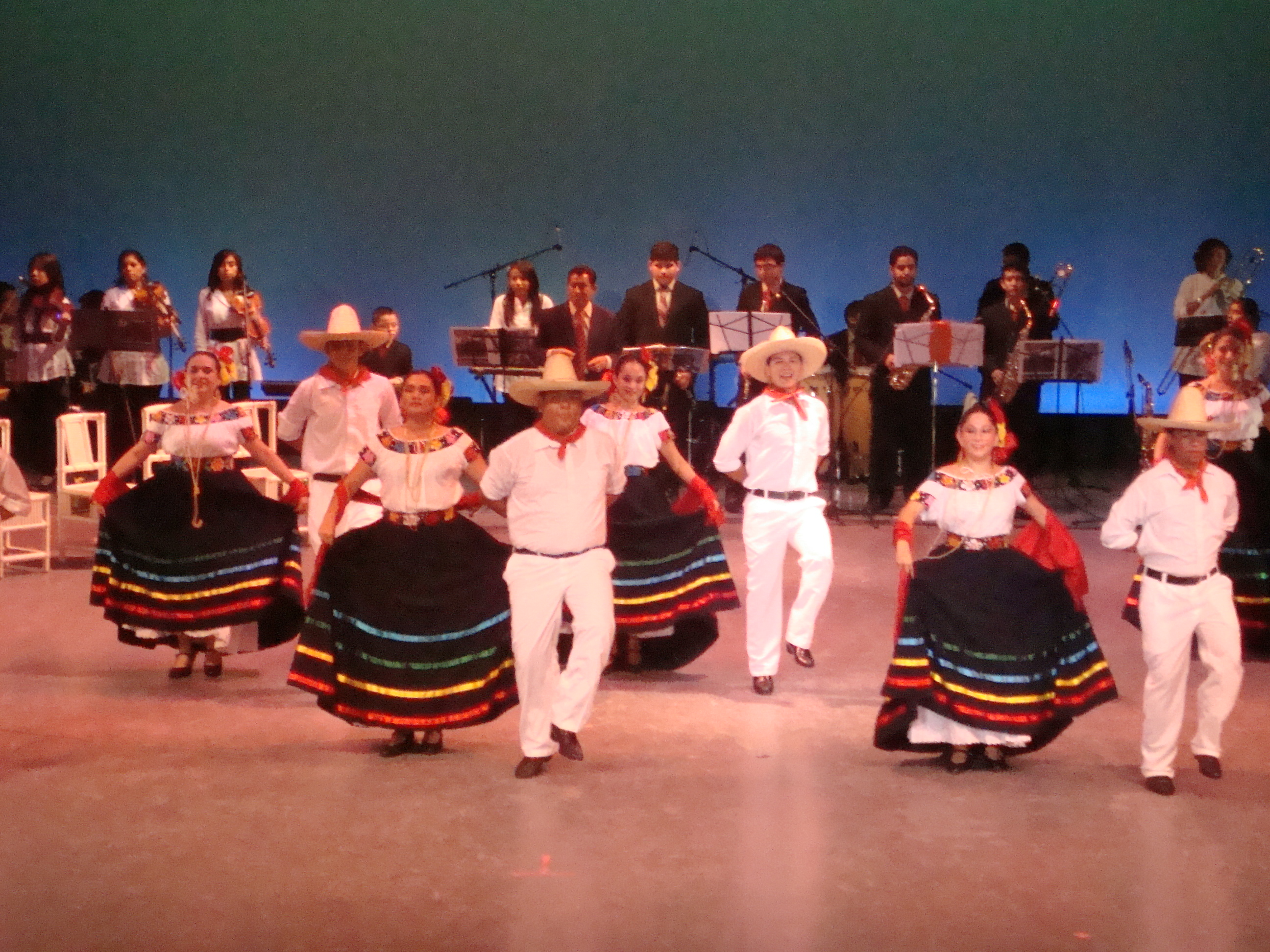
Zapateo tabasqueño con el traje regional de media gala.

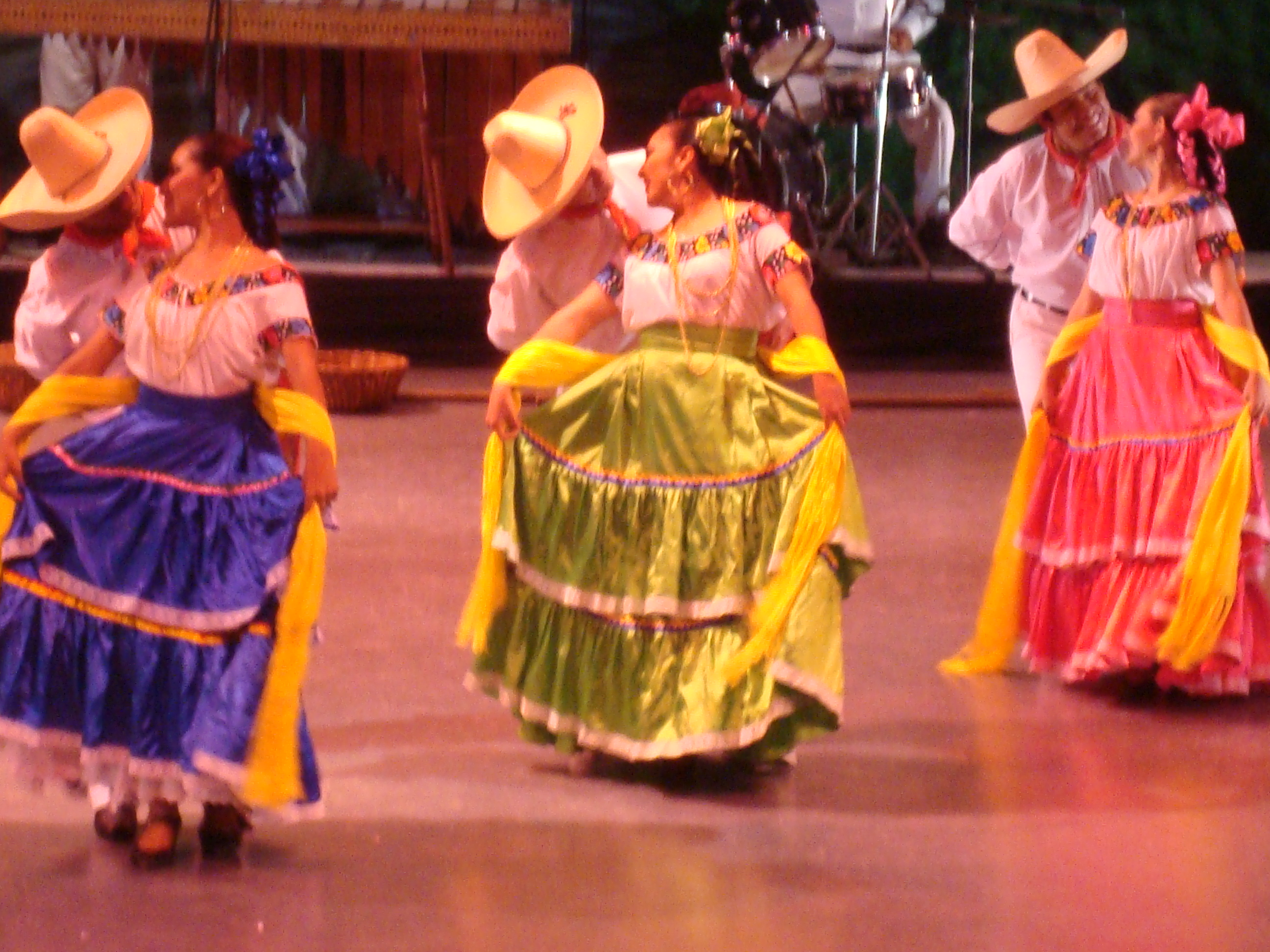
Zapateo tabasqueño.

El atuendo para bailar el zapateo es el traje regional tabasqueño.

### Vestimenta de hombres
Para los hombres, consiste en pantalón y camisa blancos de manta, cinturón negro. Paliacate o pañuelo como se le conoce en Tabasco, rojo al cuello, zapatos negros y sombrero de palma original de Tabasco, botines negros.

### Vestimenta de mujeres
Las mujeres visten falda floreada larga (traje regional ordinario) o falda azul marino con tiras de colores(traje regional de media gala),  blusa con tira bordada en el cuello y las mangas, peinado con chongo o "Turux", dos flores de tulipán del lado izquierdo, cuatro peinetas (representado las 4 regiones de Tabasco, en colores: rojo, azul, amarillo y verde) y moño debajo del chongo. Todo esto se complementa con rebozo y zapatos negros.

## El baile
Los zapateos inician con música, la cual se estructuran generalmente del inicio fuerte del zapateo (redobles) continuando con un balseado que es la parte tranquila de la melodía.
Al iniciar la música, el grupo de hombres y mujeres comienza a bailar y "zapatear" al compás de los instrumentos musicales. En el transcurso del baile del zapateo, la música se interrumpe por momentos y se dicen las "bombas", que son versos cortos dirigidos por el galán a la bailadora pueden ser de reproche amoroso, galantería o desaire; ella contesta el reto con igual tono, después de esto, la música y el baile continúan.

## Principales exponentes
En el estado de Tabasco existen diversas academias en donde se enseña y se organizan festivales de zapateo tabasqueño, con la finalidad de difundir y mantener este baile tan tradicional entre los tabasqueños. Algunas de estas escuelas han obtenidos reconocimientos a nivel nacional. Las principales son:
- Ballet Folclórico del Gobierno del Estado de Tabasco
- Compañía de Danza Folclórica de la ciudad de Villahermosa
- Ballet Folclórico de la Casa de la Cultura del municipio de Cárdenas
- Ballet Folclórico de la Casa de la Cultura del municipio de Emiliano Zapata
- Ballet Folclórico de la Casa de la Cultura del municipio de Centla
- Ballet Folklórico de la Casa de la Cultura del municipio de Comalcalco
- Ballet Folklórico de la Casa de la Cultura del municipio de Cunduacán
- Ballet Folklórico de la Casa de la Cultura del municipio de Paraíso

| Algunos exponentes del zapateo tabasqueño    |                                           |                                              |                                                              |
|                                              |                                           |                                              |                                                              |
| Compañía de danza folclórica de Villahermosa | Ballet folclórico del municipio de Centla | Ballet folclórico del municipio de Cunduacán | Ballet folclórico indígena de Tamulté de las Sabanas, Centro |